# Hotaru no Hikari (canción)
«Hotaru no Hikari» es el decimocuarto sencillo de la banda japonesa Ikimono Gakari, lanzado el 15 de julio de 2009, para formar parte de su cuarto álbum Hajimari No Uta. 
Utilizado en la serie de animación Naruto: Shippūden como 5.º Opening de esta.

## Canciones
1. Hotaru no Hikari (ホタルノヒカリ) "Luz de Luciérnaga"
2. Omoide no Sukima (おもいでのすきま) "Entre memorias"
3. Hotaru no Hikari: Instrumental